# Prestige
Prestige (IPA: [pʁɛsˈtiːʃ] oder [pʁɛsˈtiːʒə], anhörenⓘ) bezeichnet den Ruf (Leumund) einer Person, einer Gruppe von Personen, einer Institution oder auch einer Sache (z. B. eines Gegenstandes, eines Ortes) in der Öffentlichkeit eines bestimmten kulturellen Umfeldes. Umgangssprachlich wird Prestige oft gleichgesetzt mit einem sehr guten Ruf (hohe Reputation, sehr gutes Image). Das Wort ist eine Übernahme des französischen Wortes prestige (Ansehen bzw. Geltung) und rührt aus dem Lateinischen her (praestigium, Vorzeichen, sowie praestigiae mit der Bedeutung Gaukelei, Blendwerk).
Das Prestige eines Akteurs (d. h. einer Person, Gruppe oder Institution) zählt zu den sogenannten kulturellen Ressourcen (soziales Kapital). Ein höheres Prestige ist mit einem höheren Status verbunden und kann die Möglichkeit bieten, an Einfluss und Macht zu gewinnen. Prestige kann durch bestimmte Aktionen oder Umstände zunehmen (Prestigegewinn) oder abnehmen (Prestigeverlust). Ein Prestigegewinn kann beispielsweise erreicht werden durch herausragende Leistungen, aber auch durch den Erwerb und das Präsentieren von Statussymbolen oder durch demonstrativen Konsum. Manche indigenen Völker Süd- und Nordamerikas kennen ein Ritual namens Potlatch, bei dem ausgiebig Wertvolles verbraucht, ja vernichtet wird, mit dessen Hilfe aber viel Prestige gewonnen werden kann. Ein Beispiel für Prestigeverlust ist das geringere Ansehen einer politischen Partei nach einer deutlichen Wahlniederlage.
Auch in industriellen und postindustriellen Gesellschaften haben Akteure die Tendenz, möglichst viel Prestige zu sammeln und ihren Status zu erhöhen. So hat beispielsweise der von einer Person ausgeübte Beruf einen großen Einfluss auf das Ansehen einer Person. Der Beruf Arzt oder Anwalt bringt mehr Prestige als der Beruf Müllmann oder Kassierer im Supermarkt (siehe Berufsprestige). Jedoch verzichten manche Menschen bewusst auf die Jagd nach mehr Erfolg und Prestige („Einfaches Leben“).
Der Soziologe Heinz Kluth unterschied in Sozialprestige und sozialer Status bereits 1957, ob Ansehen auf tatsächlichen Leistungen oder auf anderen Faktoren beruht. Gestützt auf die Begriffe von Talcott Parsons, nannte er das auf empirisch zugänglicher Leistung beruhende Ansehen „soziales Ansehen“ und ein auf diffusen Zuschreibungen beruhendes Ansehen „Sozialprestige“.
Eine Form von Prestige ist auch der Nimbus als Bezeichnung für ein besonderes Ansehen oder glanzvollen Ruhm. Gustave Le Bon definierte dies 1895 als „eine Art Zauber, den eine Persönlichkeit, ein Werk oder eine Idee auf uns ausübt“, dadurch „alle unsere kritischen Fähigkeiten“ lähme und „unsere Seelen mit Staunen und Ehrfurcht“ erfülle.